# ليو سميت (ملحن)
ليو سميت (بالهولندية: Leo Smit)‏ هو ملحن وعازف بيانو هولندي، ولد في 14 مايو 1900 في أمستردام في هولندا، وتوفي في 30 أبريل 1943 في معسكر الإبادة سوبيبور في بولندا.

## وصلات خارجية
- ليو سميت على موقع IMDb (الإنجليزية)
- ليو سميت على موقع ميوزك برينز (الإنجليزية)
- ليو سميت على موقع أول ميوزيك (الإنجليزية)
- ليو سميت على موقع ديسكوغز (الإنجليزية)